# Moontide
Moontide is een Amerikaanse film van Archie Mayo die uitgebracht werd in 1942.
Het scenario is gebaseerd op de gelijknamige roman (1940) van Willard Robertson.

## Verhaal
Bobo is een werkloze Franse arbeider zonder vaste verblijfplaats die af en toe als dokwerker werkt in Amerikaanse havens. Hij is jong, sterk, drinkt 
graag en stevig en leidt een ongebonden leven. Zijn gezel is Tiny, een klaploper en een luie nietsnut. Bobo denkt dat hij enkele jaren geleden een man gewurgd heeft in een dronken bui en hij denkt ook dat hij het aan Tiny te danken heeft dat hij toen niet opgepakt werd. Sindsdien chanteert Tiny Bobo.
Op een dag biedt Henry Hirota, een handelaar in levend aas, Bobo een job aan als verkoper. Bobo mag verblijven in Henry's woonboot waar hij het aas aan de man brengt. Kort daarop drinkt Bobo weer eens laveloos veel. Tiny vertelt hem dat een klant van de bar waar Bobo zich bezatte gewurgd werd. Bobo herinnert zich niets maar vreest dat hij misschien wel de wurger is. 
De volgende avond redt Bobo de jonge mooie Anna die zelfmoord wilde plegen door in zee te verdrinken. Hij brengt haar naar zijn woonboot. Bobo en Anna worden verliefd op elkaar. Bobo vertelt haar dat hij iets voelt wat hij al die jaren nog nooit gevoeld heeft: de behoefte aan een warme thuis met een vrouw bij wie hij wil blijven. Tiny is echter niet opgezet met deze nieuwe situatie en is bang dat hij zijn melkkoe zal kwijtspelen. Als hij ook nog van iemand anders moet vernemen dat Bobo en Anna trouwplannen hebben verliest hij zijn zelfbeheersing.

## Rolverdeling
| Acteur           | Personage                                        |
| ---------------- | ------------------------------------------------ |
| Jean Gabin       | Bobo                                             |
| Ida Lupino       | Anna                                             |
| Thomas Mitchell  | Tiny                                             |
| Claude Rains     | Nutsy                                            |
| Jerome Cowan     | dokter Frank Brothers, eigenaar van de motorboot |
| Chester Gan      | Henry Hirota                                     |
| Ralph Byrd       | eerwaarde heer Wilson                            |
| William Halligan | Charlie, de barman                               |

## Nominatie
- 1942: Oscar voor beste camerawerk